# San Vittore del Lazio
San Vittore del Lazio là một đô thị ở tỉnh Frosinone trong vùng Lazio, có vị trí cách khoảng 130 km về phía đông nam của Roma và khoảng 50 km về phía đông nam của Frosinone. Tại thời điểm ngày 31 tháng 12 năm 2004, đô thị này có dân số 2.719 người và diện tích là 27,1 km².
San Vittore del Lazio giáp các đô thị: Cassino, Cervaro, Conca Casale, Mignano Monte Lungo, Rocca d'Evandro, San Pietro Infine, Venafro, Viticuso.